# Faucaria gratiae
Faucaria gratiae, és una espècie de planta suculenta que pertany a la família de les aïzoàcies. És originària de Sud-àfrica.

## Descripció
Faucaria gratiae és una petita planta suculenta perennifòlia que assoleix una grandària de 4 cm d'altura.
Les fulles són ovades a el·líptiques-ovades de 20-25 mm de llarg, 10-20 amples, més o menys alçades, superfícies de color verd fosc o verd oliva fosc, una mica porpra a la base, en cas contrari enrogides. Totes les cares de les fulles tenen petits punts blancs, petits i elevats, la quilla és blanca, els marges són de color blanc en tot o amb bases blanques fins als 2-5 dents, aquests són cònics i sense o amb arestes de fins a 4 mm de llarg, fins a violacis.
Les flors són grogues. Els sèpals 5, 8-10 mm de llarg, base 2,5-5,0 mm d'ample, desiguals, pètals entre 60 i 85 lineals, emarginats a acuminats, 15-21 mm de llarg, 1-1,75 mm d'ample. Els estams 110-140 8-9 mm de llarg; filaments blancs. Les glàndules de nèctar són de color marró fosc a taronja. Els estigmes de 8-11 mm de llarg, més curts que els estams més llargs.
Els fruits són sèssils o amb una tija curta de fruit de fins a 1 x 3 mm d'ample, 1 mm de gruix. La base del fruit en forma de campana, superior bastant baixa, 7-9 mm de llarg, 6-9 mm de diàmetre.
Les llavors fan 1,2-1,3 mm de llarg, 0,85-1 mm d'ample.
El seu període de floració és entre març i maig.

## Distribució i hàbitat
Faucaria gratiae creix a una altitud de 450 a 850 metres i creix concretament a la província sud-africana del Cap Oriental.
Creix en petits cúmuls compactes amb fulles més o menys erectes, estenent-se només quan es pressiona per una fulla posterior. Les fulles són de color verd groc brillant i curtes, sovint amb tons vermells, amb molts punts petits. En l'hàbitat s'assembla a Faucaria tigrina però és diferent d'aquesta espècie en les seves llavors i fruits més petits, a més de tenir menys dents (només de 2 a 5 dents en cada marge) que es restringeixen a la meitat superior de la fulla.

## Taxonomia
Faucaria gratiae va ser descrit per Harriet Margaret Louisa Bolus i publicat a 'Notes Mesembryanthemum' 2: 394 (1933).
Etimologia
Faucaria: nom genèric que deriva de la paraula fauces = "boca" en al·lusió a l'aspecte de boca que tenen les fulles de la planta.
gratiae: epítet llatí que significa "gràcies".
Sinonímia
- Faucaria hooleae L. Bolus[5]